# Рамишвили, Ной Виссарионович
Ной Виссарионович Рамишвили (груз. ნოე ბესარიონის ძე რამიშვილი; 5 апреля 1881, Дидивани, Озургетский уезд — 7 декабря 1930, Париж) — политический деятель Российской империи и Грузинской Демократической Республики, революционер. Первый министр-председатель правительства Грузинской Демократической Республики.

## Биография
Родился в крестьянской семье. Окончил духовное училище, Кутаисскую духовную семинарию. В 1901 году поступил на юридический факультет Юрьевского университета, но уже в 1902 году был исключён за политическую деятельность, сослан на Кавказ. В том же году вступил в РСДРП. С 1902 года в Тифлисе. Руководил боевой организацией. Был арестован, находился в ссылке, бежал за границу. В 1908—1909 годах слушал лекции в Лейпцигском университете.
С мая 1907 по конец 1911 года — кандидат в члены ЦК РСДРП. Меньшевик. С августа 1908 по январь 1909 года — член Заграничного бюро ЦК РСДРП.
После февраля 1917 года — член Всероссийского Учредительного собрания от Закавказского округа.
В сентябре 1917 года на Всероссийском демократическом совещании был избран членом Временного совета Российской республики (Предпарламента).
10 февраля 1918 года (день созыва Закавказского Сейма, подчеркивавшего факт отделения Закавказья от России) по распоряжению Н. Жордания, Н. Рамишвили и Е. Гегечкори, возглавлявших меньшевистское правительство Грузии, в Александровском парке Тифлиса был расстрелян многотысячный мирный митинг протеста.
С 22 апреля 1918 года — министр внутренних дел Закавказской демократической федеративной республики.
16 мая 1918 года Исполнительный Комитет Национального Совета Грузии официально приступил к подготовке провозглашения государственной независимости Грузии. В состав подготовительной комиссии вошли: Ной Рамишвили, Давид (Дата) Вачнадзе и Шалва Месхишвили. 25 мая 1918 года было принято решение о провозглашении государственной независимости Грузии. Вместе с тем было решено до объявления независимости Грузии провозгласить о распаде Закавказской Демократической Федеративной Республики. Одним из первых подписал Декларацию независимости Грузии.
С 26 мая 1918 года Н. В. Рамишвили возглавил социал-демократическое правительство Грузинской Демократической Республики. Одновременно остался и министром внутренних дел.
Один из инициаторов ряда реформ, в частности: введения всеобщего образования, социального обеспечения населения, экспроприации собственности, принадлежащей царской семье в пользу мелких хозяйств. Организатор грузинской армии.
Исполнял функции министра-председателя Правительства Грузинской Демократической Республики до 24 июня 1918 года. Затем — министр иностранных дел республики в правительстве Ноя Жордания. Участвовал в работе правительства и после его изгнания.
После ввода Красной Армии в Грузию 1 февраля 1921 года — в эмиграции. В 1923 году безуспешно пытался поднять восстание против Советской власти в Грузии. Был активным деятелем движения прометеизма, направленного на борьбу за освобождение народов СССР от власти большевиков.  В 1926 году кавказскими эмигрантами в Стамбуле был учреждён Комитет независимости Кавказа. Там Рамишвили стал одним из представителей от Грузии.
7 декабря 1930 года застрелен террористом Парменом Чануквадзе.
Похоронен на Левильском кладбище.
На д. 6 по улице Мачабели в Тбилиси Ною Рамишвили установлена мемориальная доска.

## Галерея

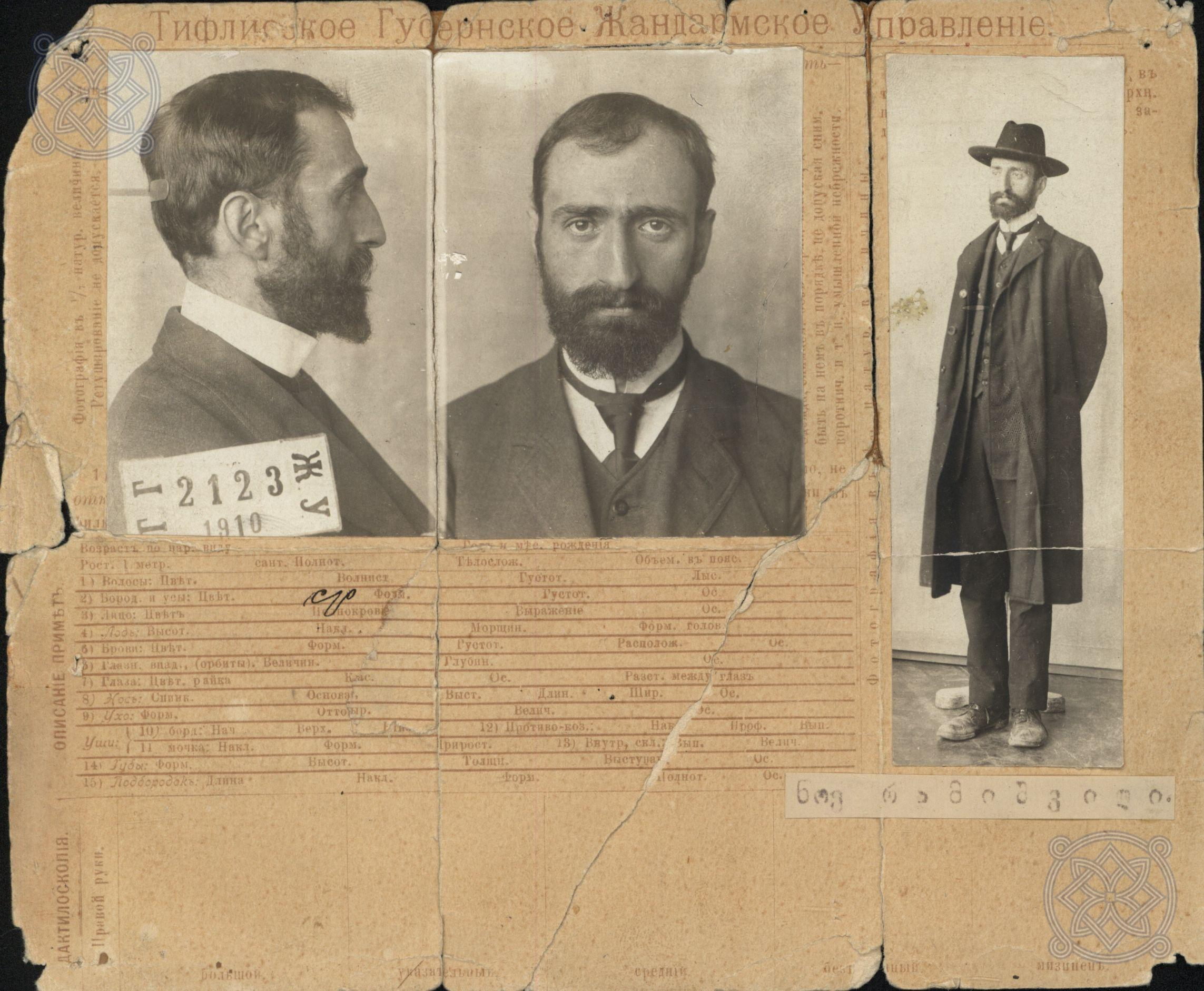
Карточки на Н. Рамишвили, составленная 3 (16) ноября 1910 года Тифлисским губернским жандармским управлением
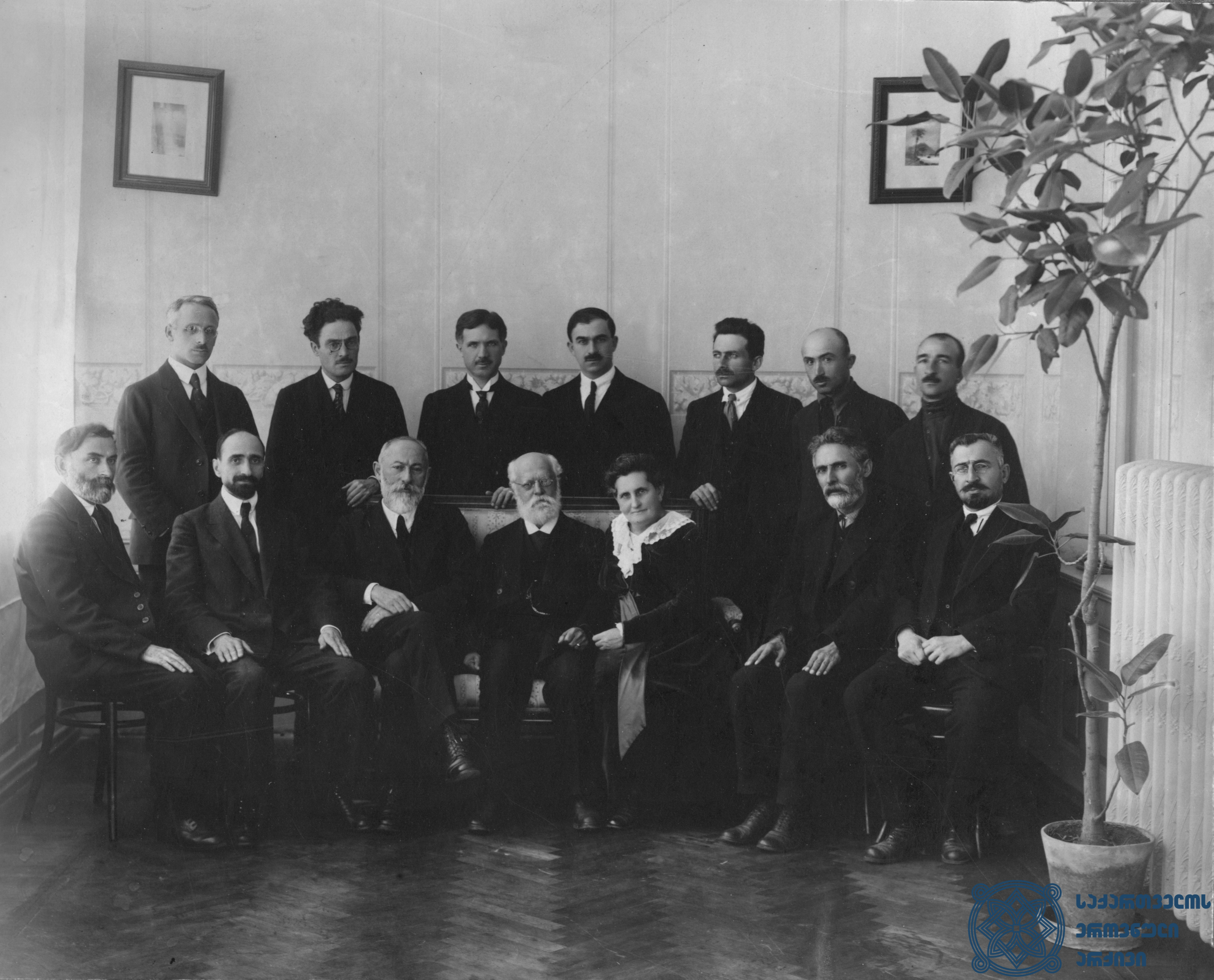
Карл Каутский с грузинскими социал-демократами, Тифлис, 1920. Слева-направо (1-й ряд): С. Девдариани, Н. Рамишвили, Н. Жордания, К. Каутский и его жена Луиза, С. Джибладзе, Р. Арсенидзе; 2-й ряд: секретарь Каутского Пауль Ольберг, В. Тевзая, К. Гварджаладзе, К. Сабахтарашвили, С. Тевзадзе, А. Урушадзе, Г. Цинцабадзе
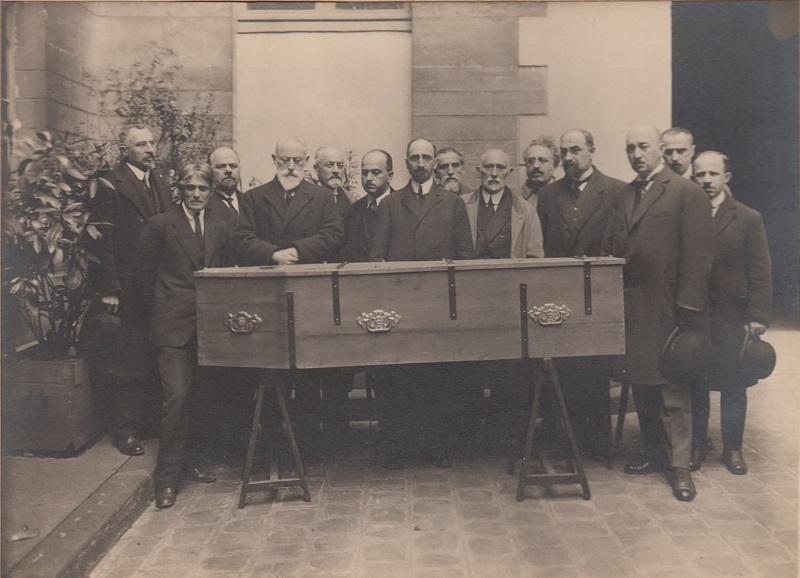
1926. Похороны Н. Чхеидзе. Рамишвили седьмой слева